# Đại học Santiago de Chile
Đại học Santiago de Chile (tiếng Tây Ban Nha: University of Santiago, Chile (Usach) (Universidad de Santiago de Chile, là trường đại học công lập cổ nhất ở Chile.
Trường được thành lập với tên gọi ban đầu là Escuela de Artes y Oficios (Trường Nghệ thuật và Thủ công) vào năm 1849, dưới thời của chính quyền Manuel Bulnes. Trường trở thành Universidad Técnica del Estado (Đại học Kỹ thuật Nhà nước) năm 1947, với nhiều khu trường sở khắp đất nước Chile. Năm 1981, theo kết quả của phong trào đổi mới đối với giáo dục đại học và chuyên nghiệp của chính quyền Augusto Pinochet, trường trở thành Universidad de Santiago de Chile, với tất cả các hoạt động tập trung ở một khu trường sở rộng 340.000 m&sup2 ở Santiago.
Trường có hơn 18.000 sinh viên đại học với 55 chuyên ngành với các khoa sau:
- Kỹ thuật (Ingeniería),
- Chương trình cử nhân Nghệ thuật và Khoa học (Bachillerato),
- Quản trị kinh doanh & Kinh tế học (Administración y Economía),
- Hóa học & Sinh học (Química y Biología),
- Khoa học Y khoa (Ciencias Médicas),
- Khoa học (Ciencias),
- Nhân văn (Humanidades),
- Viện khảo cổ (Escuela de Arquitectura), and
- Công nghệ (Facultad Tecnológica).